# 357-я стрелковая дивизия

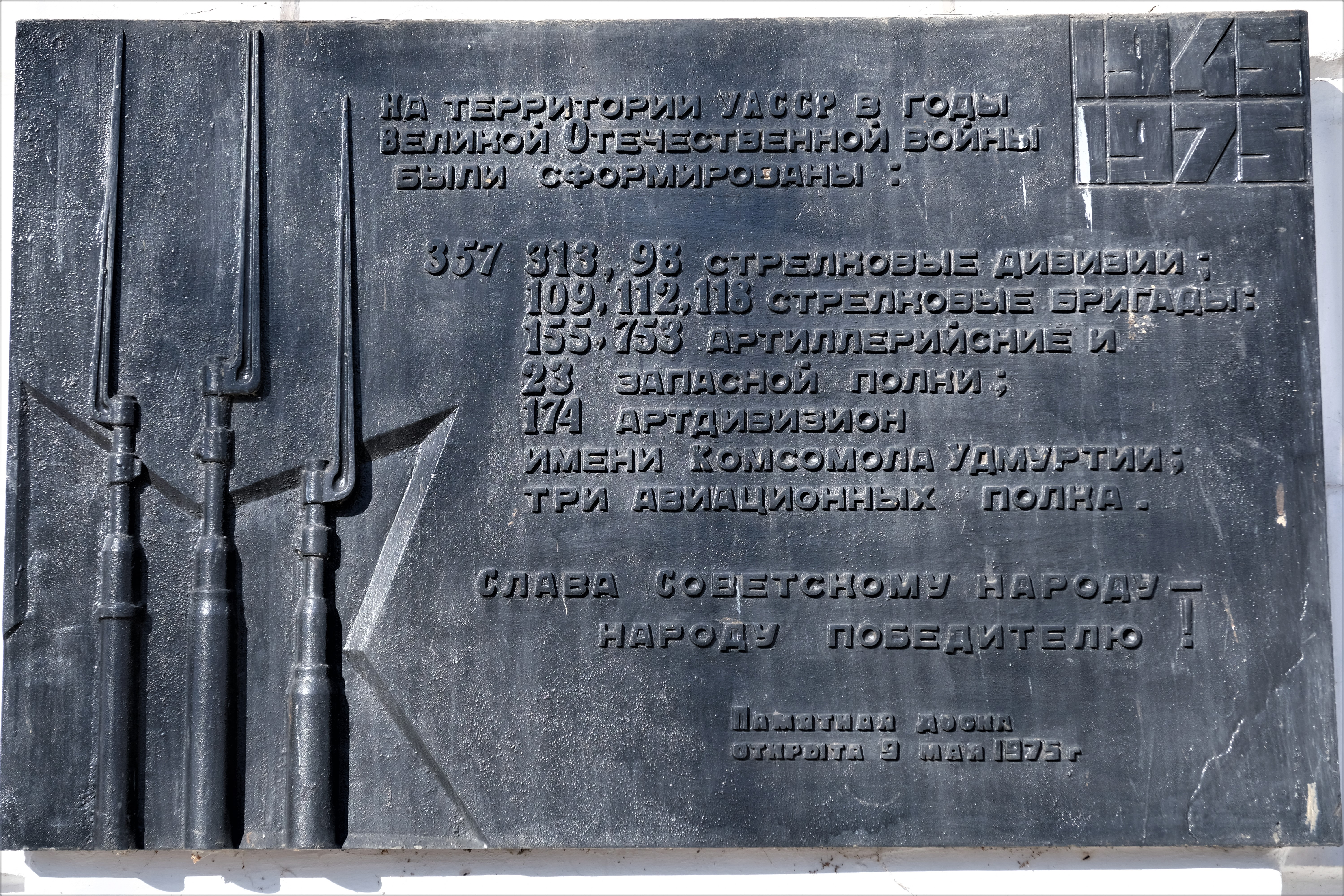
Памятная доска на здании Ижевского арсенала о сформировани 357 сд.

357-я стрелковая дивизия — тактическое войсковое соединение РККА Вооружённых Сил СССР в Великой Отечественной войне.
В Действующей Армии, периоды:
- 22.12.1941 — 21.07.1942
- 05.09.1942 — 09.05.1945[1]

## История

### 1941 год
Дивизия формировалась в период с августа по ноябрь 1941 года, в Уральском военном округе, на станции Шолья Камбарского района (Удмуртская АССР). Ответственным за её формирование был назначен представитель Управления формирования частей и соединений Красной Армии полковник Дьяченко П. И.. Войсковой номер стрелковой дивизии был присвоен 1 сентября 1941 года. По завершении формирования имела в своём составе 11 447 человек.

### 1942 год
Январь. В составе 39-й Армии наступала в направление Осуга, Сычёвка, попала в окружение, где соединилась с войсками 29-й Армии и вышла из окружения, сохранив в составе около 3 000 человек.
Май — октябрь. Дивизия находится на переформировании и пополнении, входя в состав войск Московской зоны обороны в районе Кимры (ст. Савёлово Московской железной дороги). С ноября 1942 по январь 1943 года дивизия в составе 5-го стрелкового корпуса, а с 13 декабря 1942 — в составе 3-й ударной армии, участвовала в штурме города Великие Луки.

### 1943 год
С ноября 1943 г. в составе 60-го стрелкового корпуса 4-й ударной армии Прибалтийского Фронта участвует в боях по освобождению Белорусской ССР .

### 1944 год
22 октября Указом Президиума Верховного Совета СССР за образцовое выполнение заданий командования в боях с немецкими захватчиками при прорыве обороны противника юго-восточнее города Рига и проявленные при этом доблесть и мужество дивизия награждена Орденом Суворова II степени.

### 1945 год
С января по май 1945 года дивизия вела бои на территории Литвы и Латвии с курляндской группировкой противника вплоть до её капитуляции. После окончания Великой Отечественной войны дивизию передали в Туркестанский военный округ, в состав 1-го армейского корпуса. Управление дивизии находилось в городе Ашхабад. 4 марта 1955 года дивизия была переименована в 61-ю стрелковую дивизию.

## Награды дивизии
- 22 октября 1944 года —  Орден Суворова II степени — награждена указом Президиума Верховного Совета СССР от 22 октября 1944 года за образцовое выполнение заданий командования в боях с немецкими захватчиками при прорыве обороны противника юго-восточнее города Рига и проявленные при этом доблесть и мужество.[4]

Награды частей дивизии:
- 1188-й стрелковый Краснознамённый[5] полк
- 1190-й стрелковый ордена Суворова[5] полк
- 1192-й стрелковый ордена Суворова полк

## Состав
- управление
- 1188-й стрелковый полк
- 1190-й стрелковый полк
- 1192-й стрелковый полк
- 923-й артиллерийский полк
- 219-й отдельный истребительно-противотанковый дивизион
- 254-й зенитная артиллерийская батарея (647-й отдельный зенитный артиллерийский дивизион) — до 01.04.1943 г.,
- 422-я отдельная разведывательная рота,
- 640-й (435-й) отдельный сапёрный батальон,
- 811-й отдельный батальон связи (811-я, 377-я отдельная рота связи),
- 445-й отдельный медико-санитарный батальон,
- 438-я отдельная рота химической защиты,
- 475-я автотранспортная рота,
- 214-я полевая хлебопекарня,
- 783-й дивизионный ветеринарный лазарет,
- 1434-я полевая почтовая станция,
- 323-я (733-я) полевая касса Государственного банка.

### Командование

#### Командиры
- Киршев, Дмитрий Андреевич (01.09.1941 — 14.02.1942), полковник;
- Кроник, Александр Львович (15.02.1942 — 14.10.1943), полковник, с 22.02.1943 генерал-майор;
- Кудрявцев, Александр Георгиевич (15.10.1943 — 04.1948), генерал-майор;
- Орлов, Андрей Архипович (17.06.1948 — 08.09.1949), генерал-майор;
- Бураковский, Иван Николаевич (21.10.1949 — 04.03.1955), генерал-майор.

#### Заместители командира
- Торопчин, Иван Михайлович (09.07.1943 — 20.06.1944), полковник.

#### Начальники штаба
- майор Щербаков
- полковник В. И. Тимаков
- подполковник Некрасов, Юрий Петрович

#### Замполиты
- полковой комиссар Кожев, Андрей Ефимович;
- старший батальонный комиссар Белов, Василий Александрович.

## Отзывы о дивизии
Маршал Советского Союза И. Баграмян о 357-й стрелковой:
Немало славных боевых подвигов совершила 357-я ордена Суворова 2 степени стрелковая дивизия, сформированная на удмуртской земле суровой осенью 1941 года. Трудящиеся Советской Удмуртии снарядили и благословили её на смертный бой с фашистскими захватчиками, и она с честью оправдала доверие своего народа. Боевые знамёна дивизии и её полков, украшенные орденами, овеяны немеркнущей славой.
   Свой первый вклад в дело победы над фашистскими захватчиками воины дивизии внесли в калининских лесах и на Смоленщине. А в ожесточённом штурме неприступных вражеских позиций под древним городом Великие Луки дивизия обрела воинскую зрелость.
   Много ратных подвигов совершила дивизия в боях на белорусской земле. И поныне жители Лепельского района помнят её воинов, не щадивших своих жизней, чтобы вызволить из концлагеря обречённых на уничтожение.
   При освобождении Литвы и Латвии 357-я входила в 1-й Прибалтийский фронт, которым мне довелось командовать. Я не раз отмечал мужество и стойкость воинов этой дивизии.
   Напомню только один боевой эпизод, случившийся в августе 1944 года в районе литовского города Биржая. Контратакующему противнику удалось окружить вырвавшуюся вперед 357-ю, но дивизия проявила несгибаемую стойкость, успешно отбила атаки врага, нанесла ему серьёзный урон, провела обманный манёвр и вышла с победой.
   В небольшой статье, к сожалению, не перескажешь обо всех бессмертных подвигах дивизии,
   Четыре года в серых шинелях двигались по дорогам Великой Отечественной войны солдаты прославленной 357-й стрелковой. Не все дошли до победного конца, но память о погибших свято берегут живые. Ветеран дивизии писатель-боец Михаил Лямин написал книгу «Четыре года в шинелях» — памятник тем, кто сражался за нашу Родину, кто громил врага, не жалея сил, и, самое главное — книга показывает массовый подвиг народа, руководимого великой ленинской партией.

## Отличившиеся воины
- Голубков, Алексей Константинович, сержант, командир отделения связи 923-го артиллерийского полка.
- Федотов, Николай Федотович, командир отделения конной разведки дивизии.[6]

## Память
- В школе № 14 города Глазова Удмуртской Республики находится музей данной дивизии.
- 3 экспозиционный зал музея школы №25 города Ижевска посвящён истории 357 стрелковой дивизии.